# Petit Colón

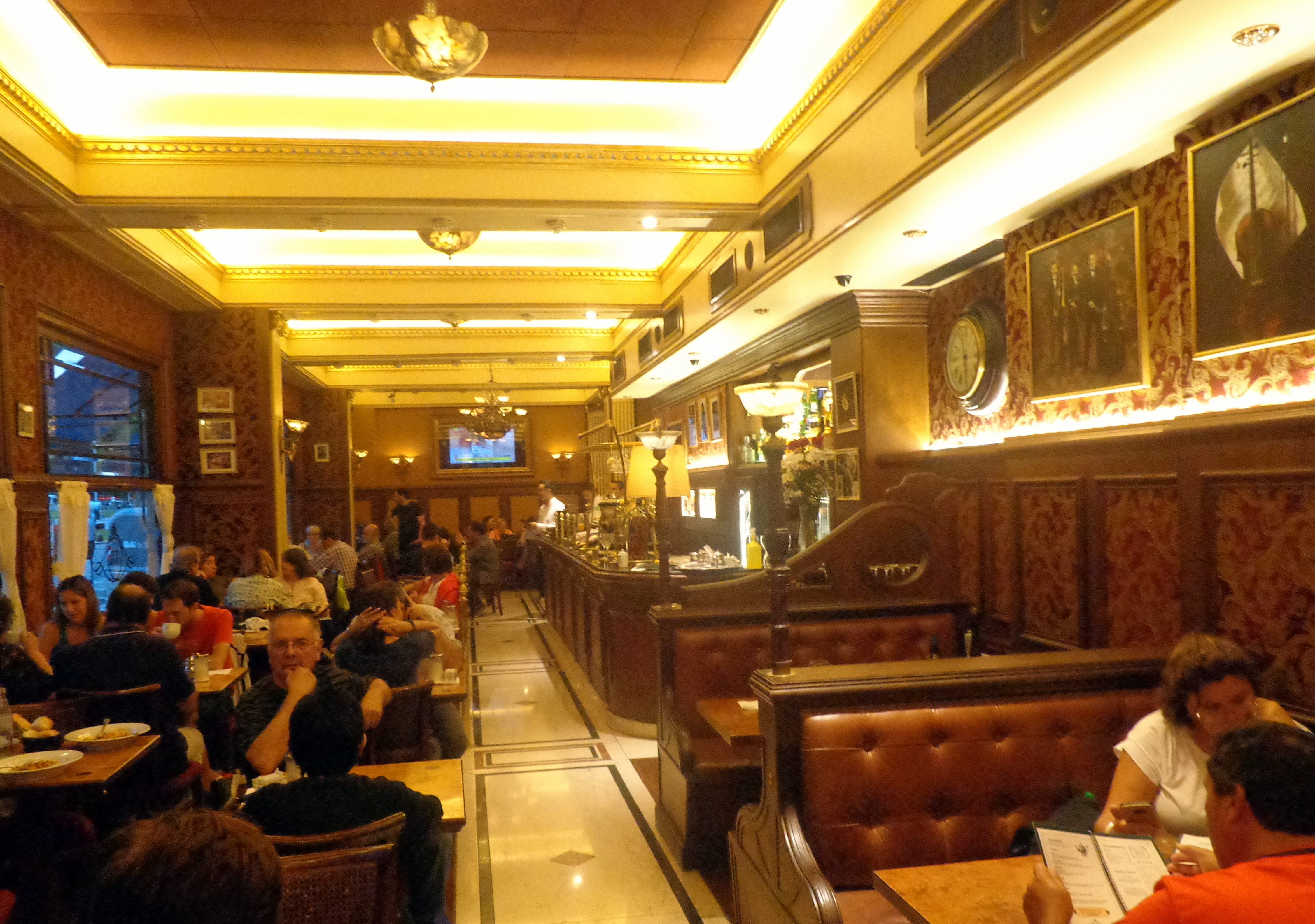
Interior del Petit Colón.

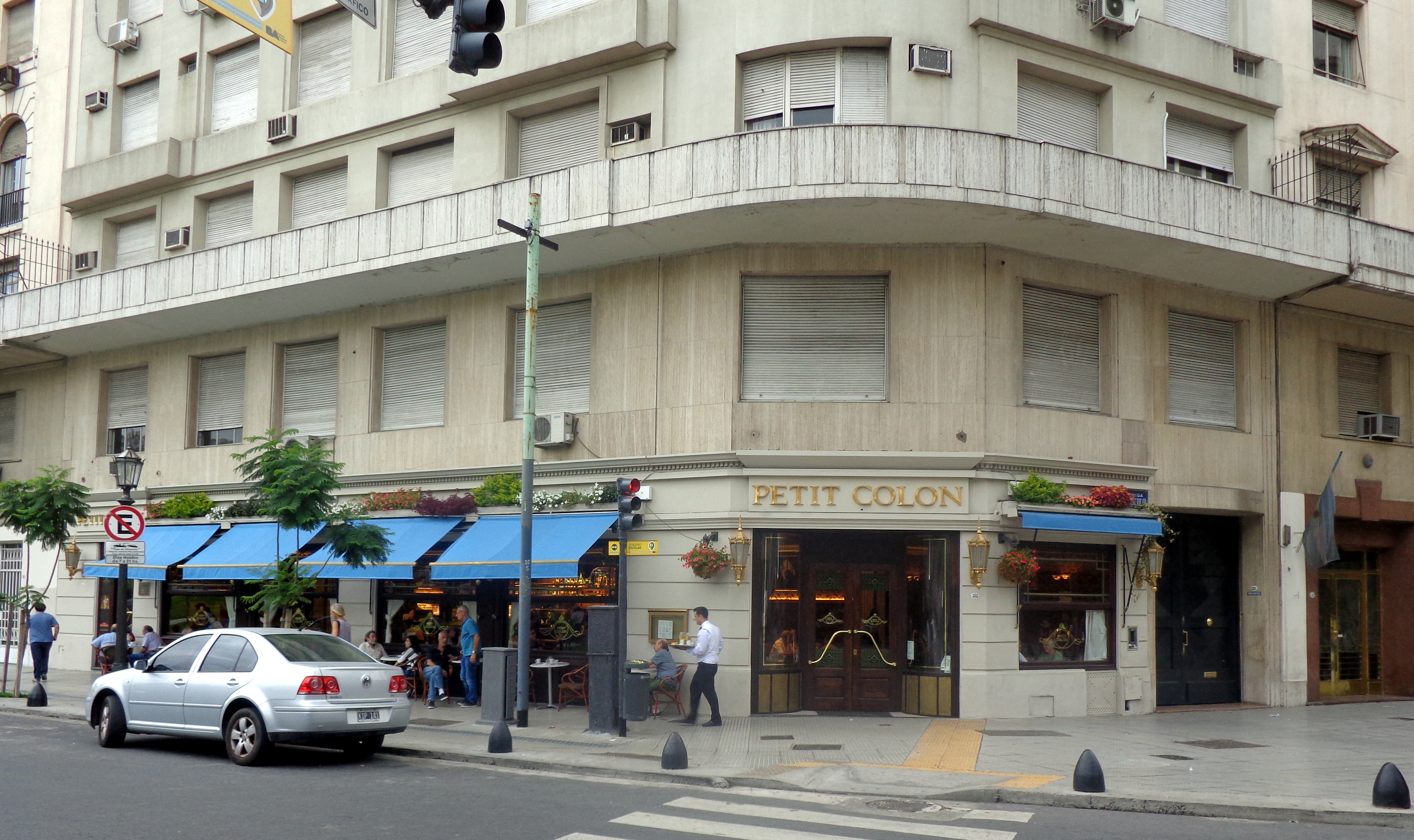
Vista exterior

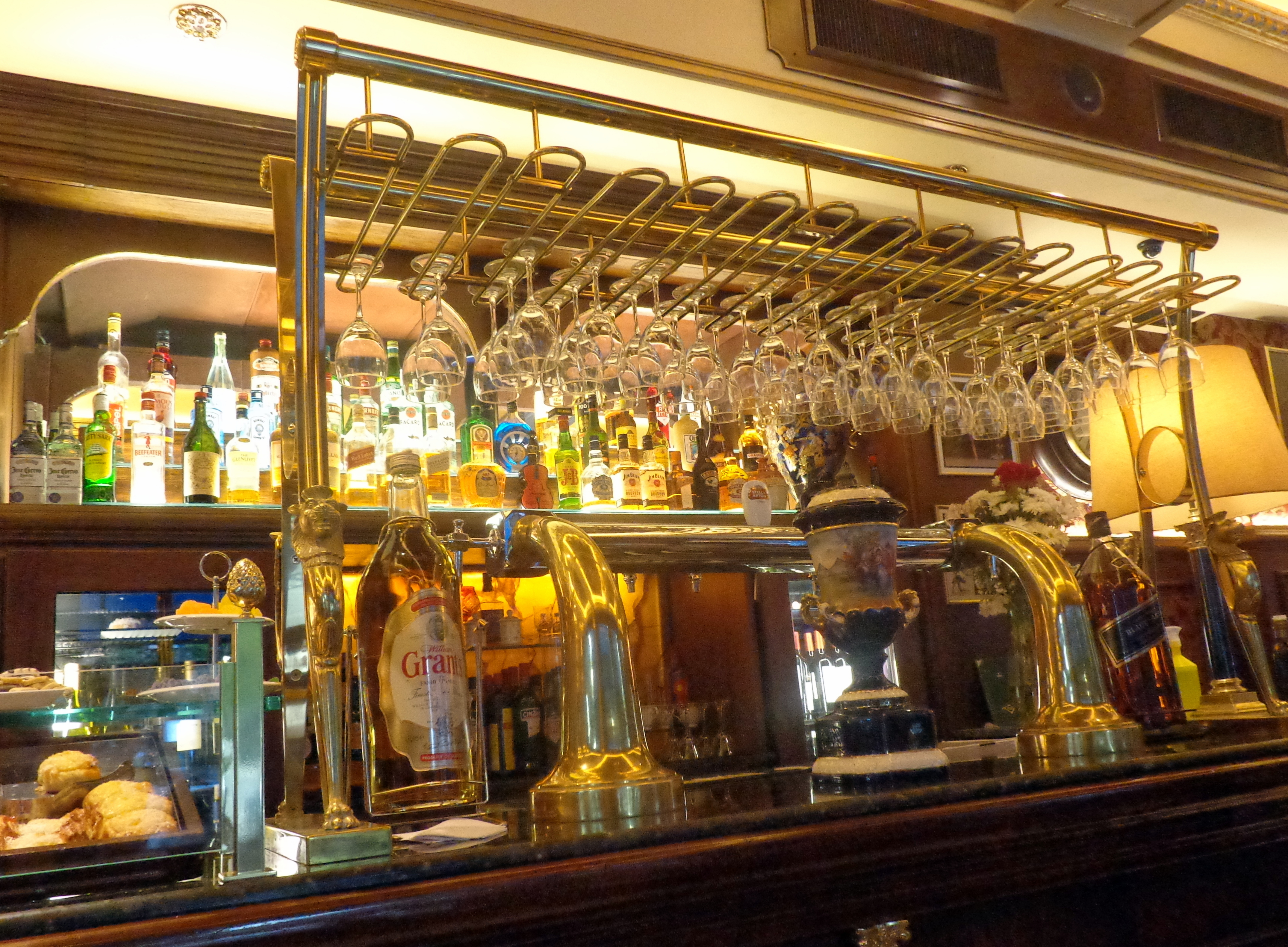

El Petit Colón es uno de los cafés notables en la ciudad de Buenos Aires. Se encuentra en Libertad 505, esquina con Lavalle, frente a Plaza Lavalle, y le fue dado ese nombre por su cercanía con el tradicional y famoso Teatro Colón. 
Fue abierto en la década de 1970, ocupando un local en donde antes existía una concesionaria de autos.

## Descripción
Las arañas de techo, el piso de madera y mármol de colores, las sillas Thonet tapizadas de pana roja, las paredes decoradas con boiserie de madera y tapizados bordó con dibujos dorados, le dan una estética antigua aparentando ser más viejo de lo que realmente es, y además recuerdan al decorado del Teatro Colón. Tiene muy buena iluminación, tanto natural, gracias a su extensa vidriera que permite el paso de la luz solar; como artificial, gracias a la gran cantidad de lámparas y arañas que decoran el techo.
Durante el día, los clientes del café son mayoritariamente abogados, fiscales y jueces debido a su cercanía con el Palacio de Tribunales. A la noche, predominan aquellos que irán a ver alguna obra al Teatro Colón, y es cuando se aprecia más la belleza del lugar debido a las luces que lo iluminan, resaltando aún más a los tonos dorados del local.